# Florestano Vancini
Florestano Vancini (Ferrara, Itália, 24 de agosto de 1926 - Roma, 17 de setembro de 2008), foi um cineasta italiano.

## Biografia
Sua obra foi caracterizada por sentimento político e de testemunhos históricos. Começou sua carreira em curta-metragens ao longo da década de 1950. Seu primeiro longa-metragem foi "La Lunga Notte del '43" (1960), pelo qual recebeu o prêmios de revelação no Festival de cinema de Veneza daquele mesmo ano. Foi premiado também pela Federação Internacional dos Críticos de Cinema do Festival de Cinema de Berlim de 1966 por "Le Stagioni del Nostro Amore". En ambos os filmes o intérprete principal foi um grande ator italiano, Enrico Maria Salerno.

## Filmografia
- Delta padano (curta-metragem, 1951)
- La lunga notte del '43 (1960)
- La banda Casaroli (1962)
- Le italiane e l'amore (1962)
- La calda vita (1964)
- Le stagioni del nostro amore (1966)
- I lunghi giorni della vendetta (1967)
- Violenza al sole - Un'estate in quattro (1969)
- La violenza: quinto potere (1972)
- Bronte - Cronaca di un massacro che i libri di storia non hanno raccontato (1972)
- Il delitto Matteotti (1973)
- Amore amaro (1974)
- Un dramma borghese (1979)
- La baraonda (1980)
- La neve nel bicchiere (1984)
- …E ridendo l'uccise (2005)

## Ligações extarnas
Florestano Vancini. no IMDb.